# Jaworowa Kopa (Tatry)
Jaworowa Kopa (słow. Javorová kopa), Jaworowy Kopiec (Javorové bralo) lub Jaworowe Brdo (Javorové brdo) – wzniesienie (1791 m n.p.m.) na krótkim bocznym Jaworowym Grzbiecie (Javorový hrebeň) odchodzącym w południowym kierunku od Suchego Wierchu Kondrackiego do Doliny Cichej w słowackich Tatrach Zachodnich.
Jaworowa Kopa znajduje się pomiędzy przełączką Wyżnie Jaworowe Siodło (ok. 1788 m), oddzielającą ją od Suchego Wierchu Kondrackiego, a przełączką Niżnie Jaworowe Siodło (ok. 1652 m), oddzielającą ją od Jaworowych Skałek (1657 m) znajdujących się w zakończeniu grzbietu. Zachodnie stoki Jaworowej Kopy stromo opadają do Dolinki Rozpadłej, tworząc jej wschodnie obramowanie. Stoki wschodnie jeszcze bardziej stromo opadają do Wielkiego Żlebu Kondrackiego. Mają nachylenie około 40° i są częściowo trawiaste, częściowo gołe, odarte z murawy przez lawiny. Wierzchołek i stoki zachodnie natomiast zarośnięte są kosodrzewiną.
Od wierzchołka Jaworowej Kopy w północno-zachodnim i północno-wschodnim kierunku opadają dwie grzędy. Znajduje się pomiędzy nimi żleb, który nie łączy się z Wielkim Kondrackim Żlebem, lecz samodzielnie opada do Doliny Cichej.

## Przypisy

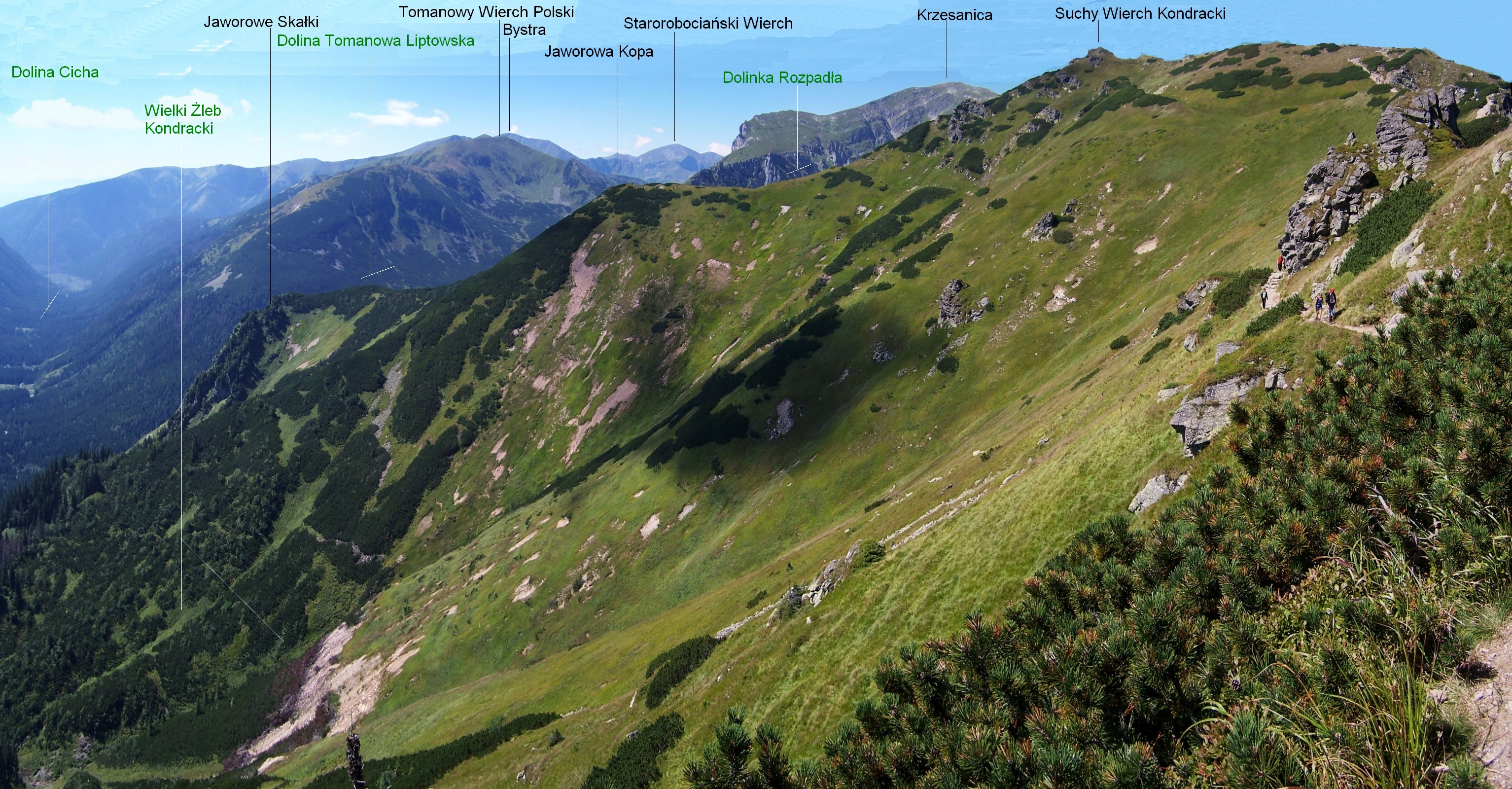
Widok z Suchych Czub